# Ernst Wilhelm Bohle
Ernst Wilhelm Bohle (Bradford, 28 luglio 1903 – Düsseldorf, 9 novembre 1960) è stato un politico tedesco.

## Biografia
Nato in Gran Bretagna da genitori tedeschi, nel 1937 venne nominato da Hitler capo di tutti tedeschi all'estero e si diede all'organizzazione di quinte colonne nei paesi che Hitler intendeva conquistare. Nel 1940 fu designato dal Führer Gauleiter della Gran Bretagna, alla vigilia dell'operazione Leone marino, poi rinviata sine die.
In seguito fu nominato segretario del ministro Joachim von Ribbentrop e capo di una organizzazione internazionale di spionaggio a favore dei tedeschi. Nel luglio 1945 fu tratto in arresto dagli alleati e sottoposto a processo come criminale di guerra; fu condannato a cinque anni di carcere.